# کنیسه ملاربی
کنیسه ملاربی مربوط به دوره قاجار است و در اصفهان، محله جوباره، چهاراه ماهی فروشان، بین خیابان کمال و چهارراه ماهی فروشان، اول بن‌بست مقبره واقع شده و این اثر در تاریخ ۲۰ اردیبهشت ۱۳۸۶ با شمارهٔ ثبت ۱۹۰۶۷ به‌عنوان یکی از آثار ملی ایران به ثبت رسیده است.